# Hör mal ’n beten to
Hör mal ’n beten to (plattdeutsch für „Hör mal ein bisschen zu“) ist der Name einer Radio-Glosse mit Döntjes in niederdeutscher Sprache, die an jedem Werktag im NDR gesendet wird.

## Geschichte

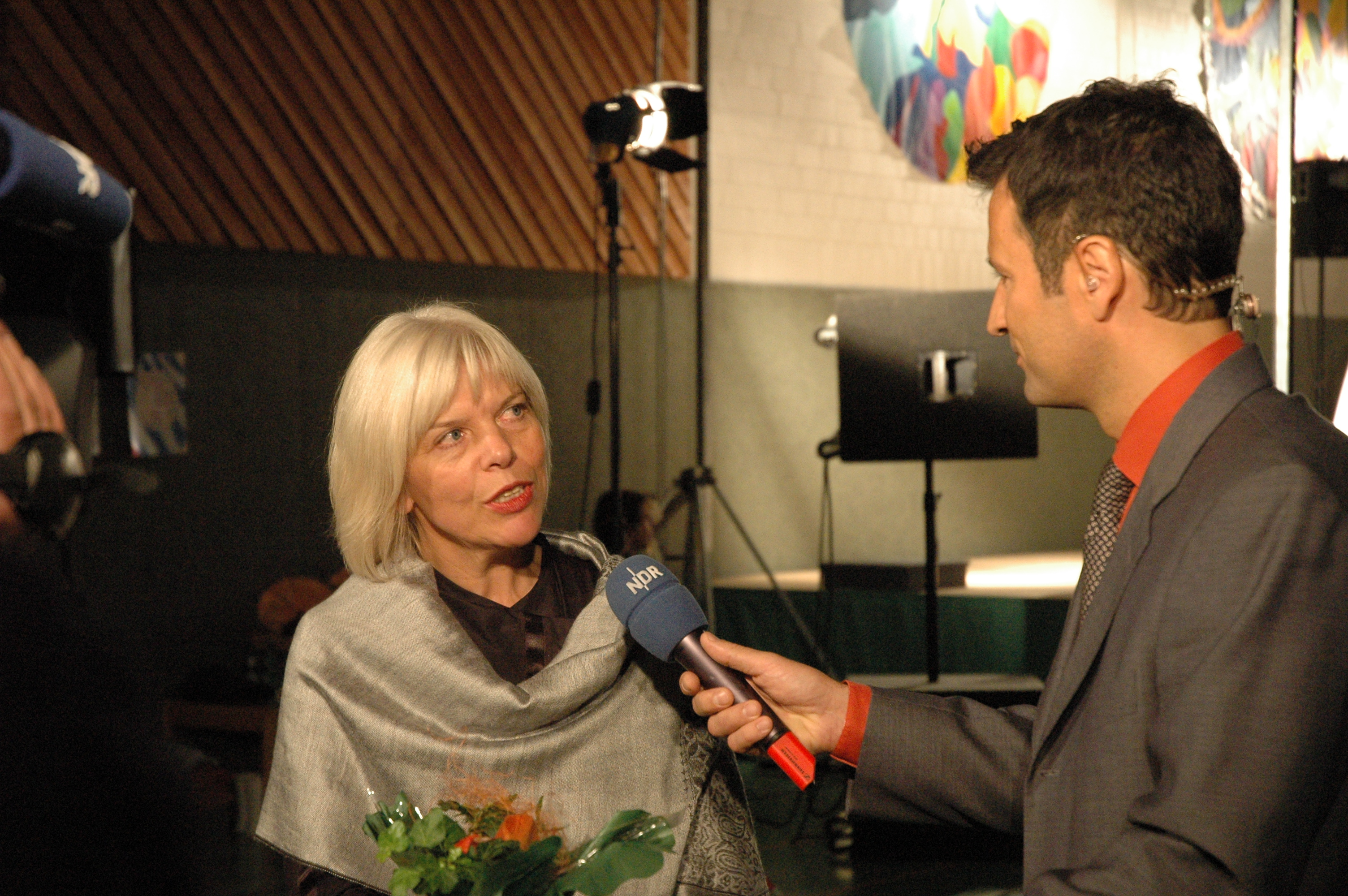
NDR1 Welle Nord Chefin Elke Haferburg 2006 bei Preisverleihung in Kappeln

Zum ersten Mal wurde Hör mal ’n beten to am 3. November 1954 ausgestrahlt. Seit dem 3. April 1956 läuft die Sendung kontinuierlich an jedem Werktag.
Heute ist Hör mal ’n beten to innerhalb der Vormittagssendungen von drei Landesprogrammen des NDR zu hören (auf NDR 90,3; NDR 1 Niedersachsen; NDR 1 Welle Nord). Verantwortet wird sie seit April 1984 von der NDR Zentralredaktion Niederdeutsch im NDR Landesfunkhaus Schleswig-Holstein in Kiel.
Das bis zu 2 Minuten lange Sendeformat bringt montags bis sonnabends kurze literarische Arbeiten niederdeutscher Autoren – „plattdeutsche Morgenplaudereien“, wie es im Untertitel der Sendung heißt. Als die Sendereihe startete, hatten die Beiträge häufig weit mehr als den doppelten Umfang. Ein alternativer Untertitel verspricht „Alldagsgeschichten op Platt opgaabelt“, also Alltagsgeschichten in niederdeutscher Sprache präsentiert (eigentlich: aufgegabelt).  Die Autoren lesen selbst.
In der Geschichte der Sendereihe war der Sendeplan zeitweise so durchstrukturiert, dass jeder Wochentag einem bestimmten Autor zugeordnet war. So las 1977 dienstags immer Hans Henning Holm, mittwochs Ewald Christophers.
Im Jahr 2006 wurde die Sendereihe mit dem Niederdeutschen Literaturpreis der Stadt Kappeln ausgezeichnet.

## Autoren
Die festen Autoren und Sprecher machten die Sendung beim Publikum sehr beliebt und ließen sie zum Dauerbrenner werden. Zu den Autoren der ersten Stunde gehörten u. a. Rudolf Kinau, der auch zu den Initiatoren der Sendung gehörte, sowie Fritz Specht, Günter Harte, die Ohnsorg-Schauspielerin und Autorin Irmgard Harder, ferner Gerd Lüpke, Wolfgang Sieg und Hermann Bärthel. Sie gestalteten die Reihe teilweise über mehrere Jahrzehnte mit.

### Aktuelle Autoren
- Helge Albrecht, Student, seit 2014
- Ines Barber, Journalistin, seit 2001
- Ilka Brüggemann, Redakteurin, seit 2010
- Yared Dibaba, Journalist und Moderator, seit 2007
- Jan Graf, Erzähler, Autor und Musiker, seit 2005
- Dörte Hansen, Journalistin und Autorin, seit 2010
- Annie Heger, Musikerin und Moderatorin, seit 2014
- Gerrit Hoss, Musiker und Autor, seit 2014
- Frank Jakobs, Journalist, seit 2018
- Kerstin Kromminga
- Thomas Lenz, Journalist, seit 2005
- Ina Müller, Sängerin, Moderatorin und Kabarettistin, seit 2000
- Gerd Spiekermann, Rundfunkredakteur und Autor, seit 1988
- Matthias Stührwoldt, Landwirt und Autor, seit 2010
- Jasper Vogt, Schauspieler, seit 1994
- Bärbel Wolfmeier, Zahnarzthelferin, seit 2014
- Detlef Wutschik, Puppenspieler (Figur „Herr Momsen“), seit 2015

### Ehemalige Autoren
- Ludger Abeln, Journalist, 2007–2011
- Hermann Bärthel, Lehrer, 1977–2012
- Ulli Brüchmann, Lehrer, 1997–2009
- Reimer Bull, Professor, 1988–1993
- Karl Bunje, Schriftsteller, 1956–1960
- Ewald Christophers, Journalist und Moderator, 1966–1997
- Irmgard Harder, Schauspielerin und Rundfunkredakteurin, 1956–1997
- Günter Harte, Lehrer, 1960–1997
- Hans Henning Holm, Rundfunkredakteur, 1974–1977
- Holger Janssen, Journalist, 1992–2003
- Sandra Keck, Schauspielerin und Theaterregisseurin, 2007–2010
- Rudolf Kinau, Schriftsteller, 1956–1974
- Gerd Lüpke, Schriftsteller, 1974–1997
- Klaus Meyer, Journalist und Schriftsteller, 1988–1993
- Wolfgang Sieg, Lehrer und Schriftsteller, 1981–2009
- Fritz Specht, Rundfunkredakteur, 1956–1975
- Otto Tenne, Komponist, Chorleiter und Schriftsteller, 1956–1971
- Petra Wede, Bankkauffrau
- Johannes Wiegels, Rundfunkredakteur, 1956–1977

## Veröffentlichungen
Die meisten Autoren, die für Hör mal ’n beten to schreiben, haben auch Bücher mit ihren kurzen niederdeutschen Geschichten und Nachdenkereien veröffentlicht. Ebenso erscheinen Sprechplatten und Hörbuch-CDs mit den Sprechern im Handel. Hör mal ’n beten to wurde zum Markenzeichen und ab und an auch für Produkte verwendet, welche mit der Sendereihe nicht direkt zu tun hatten. Seit Mitte 2006 kann man die letzten Geschichten auch als Podcast aus dem Online-Angebot des NDR herunterladen. Zum 60. Jubiläum der Sendereihe erschien 2016 das Buch Hör mal ’n beten to – Geschichten aus 60 Jahren mit insgesamt 68 Beiträgen von 33 Autoren.